# Wąwóz Olduvai

Wąwóz Olduvai 2011

Wąwóz Olduvai lub Oldupai – wąwóz położony w północno-zachodniej Tanzanii przy granicy Parku Narodowego Serengeti (prowincja Arusha) na obszarze Wielkich Rowów Afrykańskich (wąwóz stanowi boczne odgałęzienie głównego rowu).
W wąwozie Olduvai znajduje się jedno z najsłynniejszych stanowisk archeologicznych i antropologicznych. Pierwszego odkrycia w wąwozie dokonał profesor Hans Reck z Uniwersytetu Berlińskiego w roku 1913. Stanowisko zasłynęło między innymi z odkryć dokonanych przez łowców hominidów — małżeństwo Louisa i Mary Leakeyów (1931 Louis L., 1959 Mary L.) oraz prac kontynuowanych przez członków ich rodzin.
Warstwy geologiczne wąwozu zawierały ślady obecności człowieka i innych gatunków człowiekowatych datowane na 2,6-1,7 mln lat. Znaleziono wiele szczątków ludzkich (Paranthropus boisei, australopitek, pitekantrop) i zwierzęcych oraz narzędzia kamienne. Najstarsze artefakty z najgłębszego poziomu Bed I nazwano, od nazwy wąwozu, wyrobami kultury olduwajskiej, a młodsze zaliczane są do kultury aszelskiej.
Na granicy Olduvai mieści się muzeum, w którym prezentowane są wystawy obrazujące historię wąwozu. Znaleziska z wąwozu pozwoliły pierwszy raz na oszacowanie bezwzględnego wieku australopiteków z pomocą metody argonowo-potasowej oraz dowiodły, że rzeczywiście australopiteki produkowały narzędzia (wcześniej był to temat sporny).